# Barrel Point
Der Barrel Point ist eine Landspitze von King George Island in den Südlichen Shetlandinseln. In der Admiralty Bay bildet sie den östlichen Ausläufer des Rhyolite Head zwischen der Cardozo Cove und der Goulden Cove, den beiden Seitenarmen des Ezcurra-Fjords.
Polnische Wissenschaftler benannten sie 1999 nach einem hier gefundenen hölzernen Fass (englisch barrel), das offenbar Walfänger zu Beginn des 20. Jahrhunderts hinterlassen hatten.